# العيش في مخمل
العيش في مخمل (بالإنجليزية: Living on Velvet) فيلم دراما رومانسي أمريكي من إخراج فرانك بورزيج سنة 1935.

## القصة
في أحد الأيام، تيري باركر ربان طائرة يفقد عائلته جراء تحطم طائرة كان يقودها، يشعر بالذنب حيال موتهم، كما يتمالكه إحساس بالرغبة في الموت معهم. تعترض تيري الكثير من المشاكل، إلى أن يأخذه صديق اسمه والتر بريتشام إلى إحدى الحفلات حيث سيلتقي هناك بفتاة جميلة هي إمي برينتيس، فيسقطان في حب بعضيهما.
يكتشف تيري أن إمي هي خليلة والتر، فيحاول تركها لكن والتر يجمع بينهما لأنه يحب أن يرى إمي وهي سعيدة فيتزوجان في نهاية المطاف، ويمنحهما صديق تيري بيتا. سيظل تيري بدون عمل إلى حين أن تتبادر إلى ذهنه فكرة نقل المسافرين إلى نيويورك.
ستشعر إمي أن تيري غير مسؤول، فتقرر تركه، يحاول والتر إعادتها إلى أحضان تيري لكنها ترفض. يقع تيري في حادثة مروعة، تذهب إمي لزيارته ويكتشفان أنهما يحبان بعضهما فيقرران ألا يفترقا أبدا.

## الممثلون
- كاي فرانسيس في دور إمي برينتيس باركر
- وارن ويليامز في دور والتر بريتشام
- جورج برنت في دور ترينس كلارينس 'تيري' باركر

## روابط خارجية
- العيش في مخمل على موقع IMDb (الإنجليزية)
- العيش في مخمل على موقع الموسوعة البريطانية (الإنجليزية)
- العيش في مخمل على موقع Turner Classic Movies (الإنجليزية)
- العيش في مخمل على موقع أول موفي (الإنجليزية)
- العيش في مخمل على موقع فيلمافينيتي (الإسبانية)
- العيش في مخمل على موقع قاعدة بيانات الأفلام السويدية (السويدية)
- العيش في مخمل على موقع قاعدة بيانات الفيلم (الإنجليزية)
- العيش في مخمل على موقع ليتربوكسد (الإنجليزية)
- العيش في مخمل على موقع كينوبويسك (الروسية)